# هوراس أ. باس جونيور
هوراس أ. باس جونيور (بالإنجليزية: Horace A. Bass Jr.)‏ هو عسكري أمريكي، ولد في 1915، وتوفي في 1942.